# Windshear

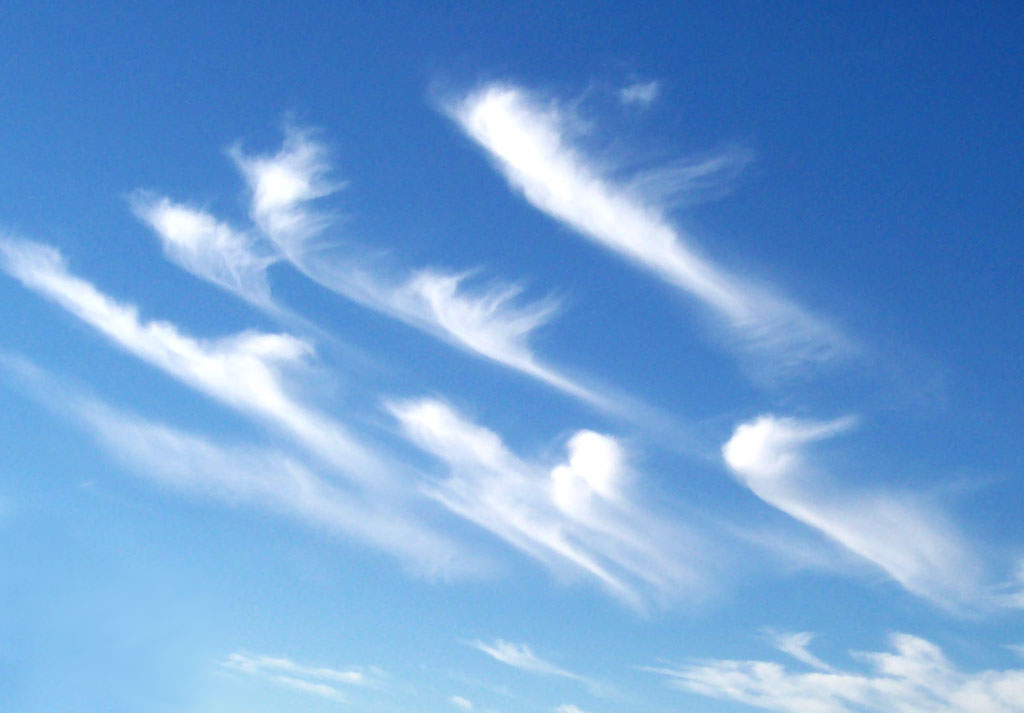
Nuvens tipo cirrus sendo afetadas por cisalhamento do vento.

Windshear, também denominado wind shear, cortante do vento, gradiente de vento, tesoura de vento ou cisalhamento do vento, é um fenômeno meteorológico que pode ser definido como uma rápida variação de corrente no vento, ou seja, uma rápida variação na direção e/ou na velocidade do vento ao longo de uma dada distância.

## Classificação
No plano vertical, a intensidade da cortante é classificada segundo seu enquadramento na escala abaixo:
| INTENSIDADE | DE                    | ATÉ          |
| ----------- | --------------------- | ------------ |
| LEVE        | 0 kt/100 ft           | 4 kt/100 ft  |
| MODERADA    | 5 kt/100 ft           | 8 kt/100 ft  |
| SEVERA      | 9 kt/100 ft           | 12 kt/100 ft |
| EXTREMA     | Mais que 12 kt/100 ft | -            |

Já no plano horizontal, o fenômeno é considerado windshear caso a velocidade do vento de proa ou de cauda da aeronave sofra uma brusca e repentina variação da ordem de 15 nós (aproximadamente 30 km/h) ou mais, pois a partir deste patamar a operação de uma aeronave pode ser significativamente afetada, durante a decolagem ou aproximação final para pouso.
O fenômeno geralmente ocorre do nível das pistas até uma altura de 500 metros acima do nível do solo, embora, em função da topografia local, também já tenham sido observadas ocorrências em alturas superiores.

## Gradiente de vento

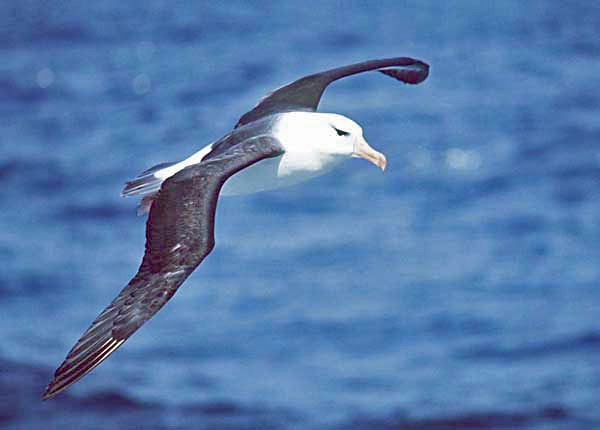
O albatroz é um especialista em voo dinâmico através do uso do gradiente de vento.

A expressão "gradiente de vento" pode se referir à designação que se dá ao gradiente vertical da velocidade média horizontal do vento na camada mais baixa da atmosfera. Neste sentido, o gradiente é a "taxa de aumento da força vertical do vento", que consequentemente sobe.
No sistema métrico, esse gradiente é geralmente medido em m/s (componente "velocidade") e em km (componente "altitude"). E, do cálculo da velocidade por altitude, resulta a unidade m/s/km, que pode ser reduzida à unidade padrão da taxa de cisalhamento: s−1 ("segundos inversos"). Mais amplamente, a expressão "gradiente de vento" também pode referir-se a uma (qualquer) variação no vetor que representa a velocidade do vento. Como todo vetor possui módulo, direção e sentido, haverá "variação" (presença de gradiente) caso ocorra alguma modificação no módulo (intensidade) dessa velocidade, na direção de deslocamento do vento, ou ainda no sentido de deslocamento do vento.
Neste caso, o eixo x é associado à direção oeste-leste, o eixo y à direção sul-norte e o eixo z à direção da vertical (para cima).[carece de fontes?] Por isto, o vetor velocidade do vento é geralmente decomposto em componentes ortogonais (u,v,w), sendo u a componente zonal (positiva para leste), v a componente meridional (positiva para norte) e w a componente vertical da velocidade do vento ou simplesmente do movimento vertical (positiva para cima).[carece de fontes?] Da mesma forma, o vetor pode ser decomposto em suas componentes coordenadas, ou seja, nas direções de x, y, e z.[carece de fontes?]
Uma medida da intensidade do cisalhamento vertical do vento é dada pela velocidade de fricção {\displaystyle u_{*}}.[carece de fontes?]
De qualquer modo, em ambas as acepções o "gradiente de vento" só será considerado "windshear" caso sua intensidade, na horizontal e/ou na vertical, possa ser enquadrada nos valores de classificação de intensidade mencionados na seção anterior.

## Ocorrência
O cisalhamento do vento pode ser considerado um fenômeno meteorológico cuja escala encontra-se entre mesoescala e microescala.[carece de fontes?] Cisalhamentos horizontais podem ser encontrados nas proximidades de montanhas, de tempestades, associados à brisas marítimas e de escoamentos catabáticos.[carece de fontes?] Intensos cisalhamentos podem também ocorrer nas bordas dos Jatos de altos níveis (JAN) sobre os sistemas frontais de superfície. Neste último caso, o cisalhamento pode ser responsável pela formação de turbulência de ar claro.[carece de fontes?] Cisalhamento verticais podem ser vistos também junto à superfície terrestre, particularmente associados aos jatos de baixos níveis sobre a camada limite atmosférica noturna (estaticamente estável).[carece de fontes?] Aeroportos em geral precisam de um sistema instrumental composto por anemometria sônica capaz de medir flutuações e cisalhamentos das flutuações do vento em alta freqüência (dezenas de Hertz), para salvaguardar as operações de pouso e decolagem das aeronaves.[carece de fontes?]

## Microburstsedownbursts
Rajadas descendentes associadas à nuvens cumulonimbus são muito perigosas para as operações de pouso e decolagem em aeroportos. Esses escoamentos intensos para baixo associados também ao cisalhamento do vento provocam perda da sustentabilidade aerodinâmica, e há registros de muitos acidentes aéreos devido a essas explosões de vento descendente e frio oriundo do interior de tempestades severas (Cumulonimbus).[carece de fontes?]